# Песняры IV
Песняры IV (также известен под названием Белорусские народные песни в обработке В.Мулявина) — четвёртый студийный альбом советской фолк-рок группы «Песняры», выпущенный фирмой «Мелодия» в октябре 1978 года. «Целостный и концептуальный» диск-гигант коллектива полностью состоит из обработанных белорусских народных песен.

## Об альбоме
В записи принимали участие: Владимир Мулявин, Владислав Мисевич, Леонид Борткевич, Анатолий Кашепаров, Валерий Дайнеко, Владимир Ткаченко, Виктор-Чеслав Поплавский, Владимир Николаев, Анатолий Гилевич, Леонид Тышко, Александр Демешко, Марк Шмелькин и Вячеслав Михнович.
Специальный гость — Валентин Бадьяров.
По воспоминаниям звукорежиссёра Рафика Рагимова, работавшего с «Песнярами» во время записи четвёртого и пятого альбомов, вся пластинка была записана за семь-восемь смен (одна смена — 4-6 часов). Исключение составляет вошедшая на диск-гигант десятиминутная композиция «Перапёлачка», записанная ещё в 1974 году. На сведение записи ушло примерно две недели. Помощь на записи Рагимову оказывал Николай Пучинский — постоянный концертный звукорежиссёр «Песняров», хорошо знакомый с репертуаром ансамбля.
По мнению музыкального критика Дмитрия Подберезского, после ошеломительного успеха прежних песен коллектива публика не была готова воспринять тонкости аранжировки четвёртого альбома. При этом Подберезский отмечает, что «Песняры» уже не смогли в творческом смысле подняться выше этой пластинки.
Музыкальный обозреватель журнала «Звукорежиссёр» Анатолий Вейценфельд отмечает виртуозное исполнение на скрипке Валентина Бадьярова в песне «Перапёлачка», открывающей альбом (Бадьяров, работавший в это время в соседней студии над пластинкой «Всем на планете», был специально приглашён Мулявиным для участия в записи). Вместе с тем, по мнению Вейценфельда, в композиции «внимательное ухо заметит и влияние Мусоргского».

## Список композиций
| №  | Название           | Вокал            | Длительность |
| -- | ------------------ | ---------------- | ------------ |
| 1. | «Перапёлачка»      | Леонид Борткевич | 10:23        |
| 2. | «Машанька»         | Валерий Дайнеко  | 4:11         |
| 3. | «У месяцы верасні» |                  | 2:43         |

| №  | Название                  | Вокал              | Длительность |
| -- | ------------------------- | ------------------ | ------------ |
| 1. | «Саўка ды Грышка»         |                    | 3:02         |
| 2. | «Каліна»                  | Леонид Борткевич   | 5:36         |
| 3. | «Дзяўчына-сардэнька»      | Анатолий Кашепаров | 3:11         |
| 4. | «Рэчанька»                |                    | 2:06         |
| 5. | «Ой, ляцелі гусі з броду» |                    | 3:22         |